# Île Montbrun
Pour les articles homonymes, voir Montbrun.
L'île Montbrun est une île du fleuve Saint-Laurent située au nord-est de Montréal au Canada dans les îles de Boucherville.

## Géographie
De forme triangulaire, l'île Montbrun fait environ 400 mètres de longueur et 175 mètres de largeur maximales. Elle est située dans le fleuve Saint-Laurent au nord-est de l'île de Montréal. Elle fait partie des îles de Boucherville, séparée à l'est de l'île Grosbois et au sud de l'île aux Raisins par le chenal du Courant et à l'ouest de l'île Lafontaine par un bras marécageux plus ou moins inondé, en fonction de la saison, du même chenal.
L'île se trouve sur la rive-Sud de Montréal à l'ouest de la ville de Boucherville à laquelle elle est administrativement rattachée mais ne fait pas partie du parc national des Îles-de-Boucherville.

## Histoire
Le nom de l'île provient de Jean Boucher de Montbrun (1667-1742), explorateur et chef de milice, fils de Pierre Boucher de Grosbois (1622-1717), fondateur en 1667 de la seigneurie de Boucherville, qui lui accorde en 1693 un fief noble sans justice incluant l'îlot. Elle a également porté le nom d'île à Denis.
En 1984 lors de la création du parc national des Îles-de-Boucherville, l'île Montbrun – qui est une propriété fédérale possédée et gérée par les autorités du port de Montréal – n'est pas intégrée au parc. Depuis cette période, la cession de l'île à l'administration du parc est en discussion entre les autorités fédérales, celles provinciales du Québec, la ville de Montréal et la Sépaq, gestionnaire du parc national. En 2008, les autorités portuaires font cesser les activités agricoles pratiquées sur l'île.
Herbagée et non boisée, l'île Montbrun, comme les autres îles de Boucherville n'appartenant pas au parc national, est un lieu de chasse à la sauvagine (dont les autorisations dépendent de la province de Québec) ouvert aux détenteurs de permis ; depuis 2020 les autorités portuaires montréalaises tentent d'interdire cette pratique. En raison de ses herbiers inondables qui la sépare de l'île Lafontaine, Montbrun est un lieu de frai des poissons que les autorités du port de Montréal essayent de développer par des aménagements (creusement des chenaux reliant les îles pour maintenir un niveau d'eau suffisant durant l'étiage et suppression des colonies de roseaux) et en supprimant en 2020 le chemin agricole qui la reliait à l'île Lafontaine.